# Carlos Cayetano Ballester
Carlos Cayetano Ballester y Ordas (Murcia, 1769-15 de diciembre de 1839) fue un arquitecto español que participó en varias obras famosas de la región de Murcia tales como el Puente de los Peligros (Murcia) o la Catedral de Cartagena (Cartagena).

## Biografía
Carlos Cayetano Ballester nació en Murcia en 1769 como hijo del alarife Antonio Ballester. Realizó estudios básicos en el Colegio de la Purísima para más tarde asistir a clases de dibujo y matemáticas en la Sociedad Económica. Obtendría su título de Maestro de Obras en 1801, tras pasar por la Academia de San Carlos en Valencia.
Realizó numerosas obras arquitectónicas en la región de Murcia, especialmente en las ciudades de Cartagena y Murcia, donde fue director de obras de la ciudad. Algunas de estas obras fueron: el Puente de los Peligros (Murcia), la Casa de la Virgen de los Peligros (actual Templete de la Virgen de los Peligros, en Murcia), proyectos de rehabilitación de la Catedral Vieja (Cartagena), la Casa de Misericordia (Murcia) o la Mansión de los Meoro (Murcia).
También realizó un destacable número de dibujos y grabaciones. Alguno, como el dibujo de la fachada de la calle Platería, se conserva en el museo de Murcia.
Carlos Cayetano Ballester murió el 15 de diciembre de 1839 en Murcia.